# Inonotus hispidus
Inonotus hispidus là một loài Basidiomycetes trong họ Polyporaceae. Loài này được Bull. P. Karst. miêu tả khoa học đầu tiên năm.
Đây là loài gây hại phát triển phổ biến ở Uzbekistan.